# Giáo hoàng Máctinô V
Máctinô V hay Martinô V (Latinh: Martinus V) là vị Giáo hoàng thứ 206 của giáo hội công giáo.
Theo niên giám tòa thánh năm 1806 thì ông đắc cử Giáo hoàng năm 1417 và ở ngôi Giáo hoàng trong 13 năm 3 tháng 9 ngày. Niên giám tòa thánh năm 2003 xác định ông đắc cử Giáo hoàng ngày 11 tháng 11 năm 1417, ngày khai mạc chức vụ mục tử đoàn chiên chúa là ngày 21 tháng 11 và ngày kết thúc triều đại của ngài là ngày 20 tháng 2 năm 1431.
Ông là người thành Rôma, thông thạo giáo luật, có tinh thần hiếu hòa. Ông đã từng theo học luật ở đại học Pérouse và giáo triều Rôma với tư cách là đệ nhất lục sự tông tòa.

## Trở thành giáo hoàng
Năm 1415, công đồng Constancia xác định công đồng có quyền tối cao trong Giáo hội. Sau khi chấp nhận sự từ chức của Giáo hoàng Gregorius XII, truất phế Ngụy giáo hoàng Gioan XXIII và Giáo hoàng Benedictus XIII. Công đồng cho họp một hội đồng tuyển cử để bầu tân Giáo hoàng. Thấy 23 hồng y hiện diện không đủ uy tín, công đồng đã tăng cường cho hội đồng bầu cử thêm 30 Giám mục thuộc 5 nước Pháp, Anh, Đức, Ý và Tây Ban Nha, mỗi nước gồm 6 vị.
Sau 4 ngày hội kín, ngày 11 tháng 11 năm 1417, cử tri đoàn hợp ý bầu hồng y phó tế của San Giorgio in Velabro là Otto Colonna. Ông lấy tên là Martinus V để tỏ lòng tôn kính với thánh Martinus thành Tours mà lễ được kỷ niệm vào ngày ông được bầu.

## Chủ tọa công đồng Constancia
Phiên họp 43, ngày 21.3.1418, Giáo hoàng Martin V đã ban hành nhiều sắc lệnh cải tổ Giáo hội từ trên xuống dưới, ấn định số hồng y từ nay không quá 24 vị, và phải chọn trong khắp Giáo hội. Đồng thời, ông ký thỏa hiệp với các nước Đức, Pháp, Anh, Ý và Tây Ban Nha về sự đóng góp cho Tòa thánh, và quyền nại đến Roma; việc này làm giảm quyền các Giám mục.
Cùng với phiên họp 45, công đồng bế mạc ngày 22.4.1418. Công đồng Constancia không phải là đại công đồng trong giai đoạn I, và các sắc lệnh về quyền của công đồng trên Giáo hoàng đã không có giá trị về tín lý. Giáo hoàng Martin V đã không châu phê hết mọi sắc lệnh của công đồng, nhưng chỉ châu phê những gì ích lợi cho đức tin và phần rỗi các linh hồn.
Ngày 15.5.1418, Martin bỏ Constancia qua Mantua và Florencia, về tới Rôma ngày 28.9.1420, được hàng giáo sĩ và giáo dân đón rước rất đông. Theo quyết định của công đồng trước đã ấn định cứ 5 năm sẽ triệu tập một đại công đồng.

## Công đồng Paris
Martino V dù không ưa thích danh từ "đại công đồng" cũng đã nghe theo các vua chúa và hàng Giám mục cho triệu tập công đồng Pavia (1423) và Paris (1431) và ủy quyền cho hồng y Giuliano Céarini.
Công đồng Paris tuy ít Giám mục, nhưng lại có nhiều giáo sĩ, các bề trên dòng và đại học tham dự. Công đồng đề cao việc canh tân nhấn mạnh đến việc giảm thuế các loại.
Một hiến chế năm 1425 đã bắt buộc các vị hồng y phải giảm bớt nếp sống xa hoa, các vị Giám mục và viện phụ phải ở tại nhiệm sở, các vị tổng Giám mục phải họp hội đồng giáo tỉnh 3 năm một lần. 

## Năm thánh 1425
Martinô V đã khai mạc Năm Thánh 1425 và bắt đầu truyền thống mở Cửa Thánh ở Đền thờ Thánh Gioan Latêranô, Nhà thờ chính tòa của Giáo phận Rôma, mà sau này được Alexanđrô VI (1492-1503) đổi thành truyền thống khai mạc Năm Thánh bằng việc mở Cửa Thánh ở Đền thờ Thánh Phêrô.
Ông là người bảo trợ các loại hình nghệ thuật trong giai đoạn khởi đầu thời phục hưng. Martin bạo dạn cải cách mạnh mẽ về luân lý, hành chính và dân sự và thu lại được toàn bộ đất đai của Giáo hội. Biến cố Joan Arc diễn ra trong suốt triều Giáo hoàng của ngài. Ngài lệnh cho hàng giáo sĩ phải bận tu phục.
Martinô V qua đời vào ngày 20 tháng 2 năm 1431.